# Hemoproteină

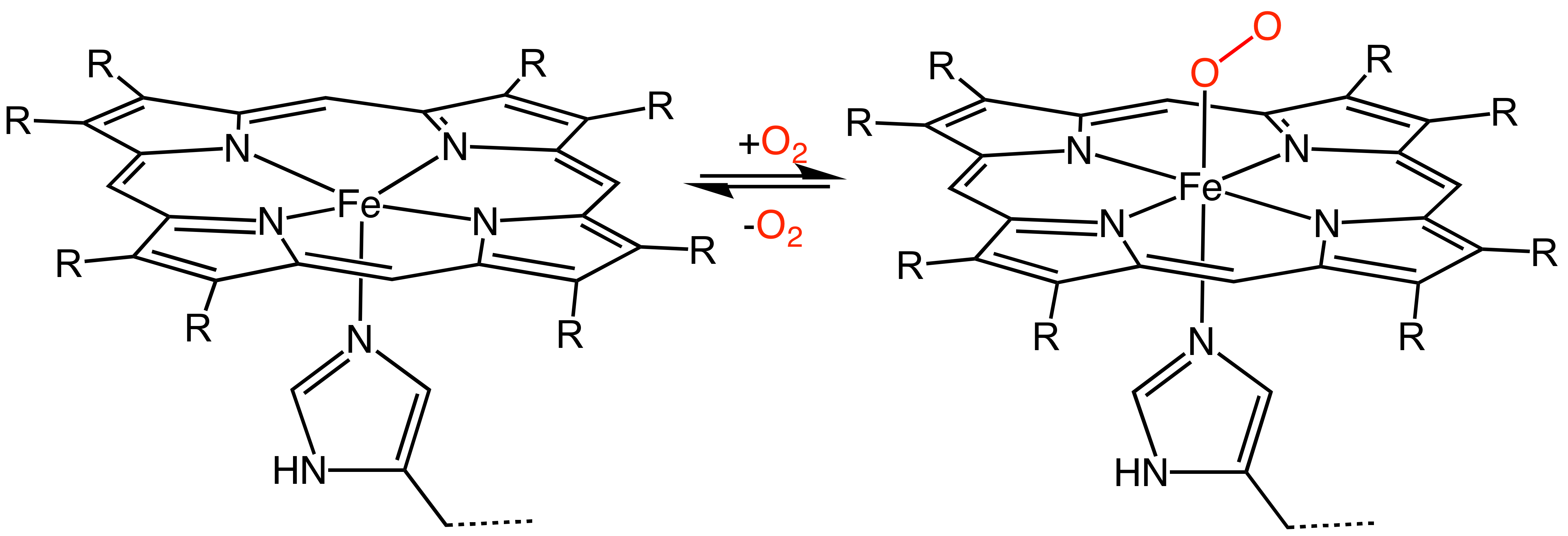
Legarea oxigenului de o grupă hemică, care este o parte a unei hemoproteine.

Hemoproteinele sunt un grup de proteine ce conțin hem ca grupă prostetică și care aparțin clasei de metaloproteine. Nucleul hemic le conferă funcționalitatea, mai exact următoarele funcții: transportul oxigenului, reducerea oxigenului, transferul de electroni, etc. Hemul se poate lega de proteine covalent, necovalent sau prin ambele tipuri de legare.

## Roluri
- Hemoproteinele prezintă diverse funcții biologice, un exemplu fiind funcția de transport a oxigenului, realizată de: hemoglobină, mioglobină, neuroglobină, citoglobină și leghemoglobină.[2]
- Unele hemoproteine sun enzime ce activează O2 în vederea realizării proceselor de oxidare sau hidroxilare: enzimele complexului citocrom P450, citocrom c oxidază, ligninază, catalază și peroxidază.
- Unele hemoproteine asigură realizarea transferului de electroni ca parte a lanțului transportor de electroni: citocromii.